# بشدالی (صابرآباد)
بشدالی (به ترکی آذربایجانی: Beşdəli) یک منطقه مسکونی در جمهوری آذربایجان است که در شهرستان صابرآباد واقع شده است. بشدالی ۴۲۷ نفر جمعیت دارد.